# Quasicristallo

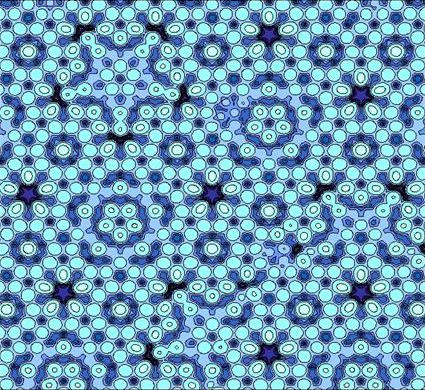
Modello atomico di un quasicristallo di argento-alluminio (Ag-Al).

I quasicristalli sono una particolare forma di solido nel quale gli atomi sono disposti in una struttura deterministica ma non ripetitiva, cioè non periodica come avviene invece nei normali cristalli. Vennero osservati per la prima volta nel 1984 da Dan Shechtman del Technion – Israel Institute of Technology e per questa sua scoperta gli è stato assegnato il Premio Nobel per la chimica nel 2011.

## Esperimento di Schechtman
Lo stato quasi-cristallino fu scoperto durante il tentativo di amorfizzazione di un metallo (vedere Vetro metallico). L'esperimento prevedeva la preparazione di una lega di {\displaystyle Al_{6}Mn}, la sua fusione ed il brusco raffreddamento del materiale: non si ottenne il nastrino metallico tipico del metallo amorfo, ma frammenti di un determinato materiale, infatti i materiali intermetallici presentano super-reticoli e sono difficili da amorfizzare. Lo studio eseguito con tecniche TEM mostrò una figura di diffrazione con simmetria di ordine 5, ovvero un cristallo bidimensionale con unità di cella di forma pentagonale.
Tale simmetria risulta impossibile secondo gli schemi della cristallografia, infatti è impossibile ricoprire una superficie con figure di questo tipo (costruzione che indica la presenza di una struttura cristallina), inoltre il fatto di aver prodotto un'immagine di diffrazione dimostra che lo stato di questo materiale non può essere attribuito nemmeno ad uno stato amorfo.

## Schemi nei quasicristalli

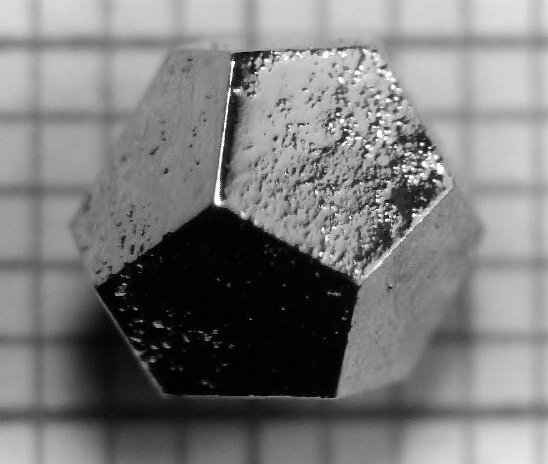
Un quasicristallo icosaedro di Ho-Mg-Zn formato come un dodecaedro, che è il duale dell'icosaedro.

In un normale solido cristallino la posizione degli atomi è disposta in un reticolo periodico di punti, che si ripetono nelle tre dimensioni allo stesso modo in cui si ripete la struttura di un favo d'alveare: ogni cella ha uno schema identico di celle che la circondano. Nei quasicristalli lo schema è solamente quasiperiodico. La disposizione locale degli atomi è fissa e regolare, ma non è periodica in tutto il materiale: ogni cella ha una configurazione differente di celle che la circondano.
I quasicristalli sono notevoli in quanto alcuni di essi presentano una simmetria pentagonale. Nei cristalli ordinari sono possibili solo simmetrie di ordine 1, 2, 3, 4 e 6 poiché queste sono le uniche simmetrie che riempiono lo spazio. Prima della scoperta dei quasicristalli si pensava che la simmetria pentagonale non potesse occorrere, perché non esistono tassellature o gruppi spaziali che riempiano lo spazio ed abbiano simmetria pentagonale. I quasicristalli hanno aiutato a ridefinire la nozione di cosa rende tale un cristallo, poiché non possiedono una unità che si ripete ma mostrano alti picchi di diffrazione.
Esiste una forte analogia tra i quasicristalli e la tassellatura di Penrose, proposta da Roger Penrose. Infatti, alcuni quasicristalli possono essere sezionati in modo tale che gli atomi sulla superficie seguano esattamente lo schema di una tassellatura di Penrose.

## L'interpretazione geometrica

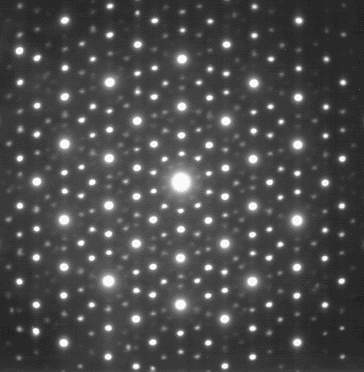
Schema di diffrazione degli elettroni di un quasicristallo icosaedrico di Zn-Mg-Ho.

Per uno schema periodico, se si riempie tutto lo spazio con tale schema, si può far scivolare lo schema in una certa direzione, ed ogni atomo si troverà esattamente dove nello schema originale c'era un atomo.
Per uno schema quasiperiodico, se si riempie lo spazio con esso, non esiste una distanza a cui spostare lo schema in modo che ogni atomo occupi esattamente lo spazio di un altro atomo dello schema originale. È tuttavia possibile presa una regione delimitata, non importa quanto grande, farla scivolare in modo da farla combaciare esattamente con qualche altra parte dello schema originale.
Esiste una semplice relazione tra schemi periodici e quasiperiodici. Ogni schema quasiperiodico di punti può essere formato da uno schema periodico in qualche dimensione superiore.
Ad esempio, per creare lo schema per un quasicristallo tridimensionale, si può partire con una griglia regolare di punti in uno spazio a sei dimensioni. Si consideri lo spazio tridimensionale come un sottospazio lineare che passa attraverso lo spazio a sei dimensioni con un certo angolo. Si prenda ogni punto nello spazio a sei dimensioni che sia ad una certa distanza dal sottospazio tridimensionale. Si proiettino questi punti nel sottospazio. Se l'angolo è un numero irrazionale come la sezione aurea, lo schema sarà quasiperiodico.
Ogni schema quasiperiodico può essere generato in questo modo. Ogni schema generato in questo modo sarà periodico o quasiperiodico.
Questo approccio geometrico è un modo utile per analizzare i quasicristalli fisici. In un cristallo, i difetti sono punti dove lo schema è interrotto. In un quasicristallo, i difetti sono punti dove il "sottospazio" tridimensionale viene piegato, o corrugato, o spezzato, poiché passa attraverso uno spazio di più alta dimensione.

## La fisica dei quasicristalli
I sistemi del mondo reale sono finiti e imperfetti, quindi la distinzione tra i quasicristalli e le altre strutture è una questione sempre aperta. I quasicristalli non sono una forma unica di solido; esistono universalmente in molte leghe metalliche e alcuni polimeri. Sin dalla scoperta originale di Shechtman sono stati individuati e confermati centinaia di quasicristalli. Tali strutture si trovano spesso nelle leghe di alluminio (Al-Ni-Co, Al-Pd-Mn, Al-Cu-Fe), ma sono possibili anche in altri composti (Ti-Zr-Ni, Zn-Mg-Ho, Cd-Yb).
I quasicristalli di lega metallica hanno caratteristiche sorprendenti, la più straordinaria delle quali è che presentano una qualità isolante (non conduttività elettrica e termica). Insieme ad altre attitudini peculiari ne farà sicuramente, in futuro, un terreno fertile nel campo della tecnologia dei materiali e della nanoelettronica dei semiconduttori.

## In natura
Nel 2009, alcuni ritrovamenti mineralogici effettuati dal team di Luca Bindi dell'Università di Firenze hanno dimostrato l'evidenza che i quasicristalli si possono formare anche in natura sotto opportune condizioni geologiche. Quasicristalli di origine naturale sono stati infatti scoperti in un nuovo tipo di minerale trovato nel fiume Khatyrka, nella Russia orientale.
Una spedizione scientifica sui luoghi dell'iniziale ritrovamento, nell'estremo est della Russia presso i monti Koryak, coordinata dal geologo italiano Luca Bindi dell'Università di Firenze e del CNR e dal fisico Paul Steinhardt dell'Università di Princeton, descritta sulle pagine della rivista scientifica Reports on Progress in Physics nell'agosto 2012, attribuisce un'origine extra-terrestre all'unico quasicristallo ritrovato finora in natura. Sarebbe arrivato sul nostro pianeta tramite un meteorite di tipo "condrite carbonacea" precipitato circa 15000 anni fa e formatosi addirittura 4,5 miliardi di anni or sono.